# نيكي غاريت
نيكي غاريت (بالإنجليزية: Nikki Garrett)‏ هي لاعبة غولف أسترالية، ولدت في 8 يناير 1984 في غوسفورد في أستراليا.

## وصلات خارجية
- نيكي غاريت على موقع رابطة أوروبا للاعبات الغولف المحترفات (الإنجليزية)